# Kasper Zebrzydowski (1592–1649)

Herb Radwan

Kasper Zebrzydowski z Więcborka herbu Radwan (ur. 1592, zm. 1649) – kasztelan kaliski i  kamieński w 1624 roku.

## Rodzina
Urodził się jako jedyny syn Andrzeja Zebrzydowskiego (zm. 1595), kasztelana śremskiego i Agnieszki Białośliwskiej (zm. 1639), herbu Topór. Brat Anny (zm. 1623), późniejszej żony Piotra Czarnkowskiego, kasztelana śremskiego; Marianny, żony Samuela Konarskiego, starosty hamesztyńskiego; Jadwigi (zm. przed 1641), żony Andrzeja Biskupskiego, kasztelana spicmirskiego; Elżbiety, późniejszej żony Stanisława Witowskiego, kasztelana brzezińskiego oraz Katarzyny (zm. 1640/1641), zakonnicy benedyktynki w Poznaniu.
Poślubił Annę z Żurowa Daniłowiczównę herbu Sas, córkę Mikołaja Daniłowicza (zm. 1624), podskarbiego wielkiego koronnego i kasztelana lwowskiego. Małżeństwo było bezpotomne.

## Urząd
Urząd kasztelana kaliskiego pełnił przez 25 lat od 1624 do 1649. Urząd kasztelana objął po Jędrzeju Krotowskim (Krotoski) herbu Leszczyc. Następcą jego został Krzysztof Mielżyński herbu Nowina. 
Jako senator był obecny na sejmach: 1632 (I), 1632 (III) i 1645 roku.
Podpisał pacta conventa Władysława IV Wazy w 1632 roku.

## Źródła
- Teodor Żychliński, "Złota Ksiega Szlachty Polskiej", (Rocznik 28, str. 113-117)
- Kasper Niesiecki, "Herbarz Polski", (Zebrzydowscy herbu Radwan)